# Carlos Cabecinhas
Carlos Manuel Pedrosa Cabecinhas (Leiria, 19 de outubro de 1970) é um padre católico e professor português, atual reitor do Santuário de Fátima.
Nascido na freguesia da Bajouca, no concelho de Leiria, entrou para o Seminário de Leiria em 1983, foi ordenado diácono em 1994 e presbítero em 1995. Fez mestrado em Sagrada Liturgia no Pontifício Ateneu de Santo Anselmo, em Roma. Obteve em 2008 o doutoramento em Liturgia na mesma instituição com a tese A Ciência Litúrgica como disciplina Universitária. Manuel de Azevedo s.j (1713-1796) e as primeiras Cátedras de ciência litúrgica. Foi docente do ensino secundário em Religião, História e Geografia, e em Teologia, Liturgia e Teologia dos Sacramentos em várias escolas superiores. Ocupou e ocupa vários postos na Diocese de Leiria-Fátima. Foi chefe de redação de Leiria-Fátima - Órgão Oficial da Diocese e secretário episcopal, permanece como diretor do Departamento de Liturgia da Diocese e membro do Colégio de Consultores, do Conselho de Coordenação Pastoral e do Conselho Pastoral Diocesano. Desde 2005 é vogal do Secretariado Nacional de Liturgia, e desde 2008 é vice-diretor do Serviço Nacional de Acólitos. Foi prefeito do Seminário Maior de Coimbra. Permanece como docente do Instituto Superior de Estudos Teológicos, em Coimbra, e da Universidade Católica Portuguesa, em Lisboa. Em 2011 foi nomeado reitor do Santuário de Fátima, sendo louvado pelo bispo de Leiria-Fátima, António Augusto dos Santos Marto, como "um padre dotado de grande riqueza humana, pastor de exceção e intelectual raro", sublinhando que "o santuário, os peregrinos e a Igreja vão ficar muito bem servidos". Desde sua posse tem dado particular atenção à organização das grandes solenidades previstas para celebrar em 2017 o centenário do santuário, que é um dos maiores centros de devoção mariana do mundo.